# Tarbinskia afghana
Tarbinskia afghana är en insektsart som beskrevs av Bei-bienko 1963. Tarbinskia afghana ingår i släktet Tarbinskia och familjen Dericorythidae. Inga underarter finns listade i Catalogue of Life.